# Стивен Џоел Сотлоф
Стивен Џоел Сотлоф (Мајами, 11. мај 1983 — око 2. септембра 2014) био је амерички новинар. Киднапован је 4. августа 2013. године у сиријском граду Алеп. Дана 2. септембра 2014. године је објављен снимак на коме се види како је један џихадиста одрубио Стивену главу. Мање од месец дана пре Стивеновог убиства, погубљен је амерички новинар Џејмс Фоли. Стивен је друга жртва којом су Џихадисти 2014. године претили САД-у. Његов убица, као и убица Џејмса Фолија и Дејвидa Которна Хејнса добио је надимак Џихадиста Џон.

## Нестанак и убиство
Нестао је 3. августа 2013. године у граду Алеп. Појавио се и на снимку одрубљивања главе Џејмса Фолија који је убијен мање од месец дана пре Стивена. Тада су запретили да ће убити и Сотлофа уколико Сједињене Државе не прекину са ваздушним нападима на њихове положаје у Ираку. Екстремистички милитанти су 2. септембра 2014. године објавили снимку на којој се види Стивеново одрубљивање главе. Био је одевен у наранџасто одело. У видео снимци бруталног убиства са насловом „Друга порука Америци“, Сотлоф се појављује у сличном наранџастом оделу као и Фоли пре него што му џихадисти одрубе главу. На снимци се Стивен кратко обратио Бараку Обами. Рекао је Сигуран сам да тачно знате ко сам ја и зашто сам овде. Обама, америчка интервенција у Ираку требало би да служи очувању живота и интереса америчких држављана. Како то да лично морам платити цену твог уплитања у мој живот. Камера је потом окренута према милитанти који каже да ће ножем ликвидирати америчке држављане све док Американци буду бомбардовали њихов народ. У следећој сцени, милитант одрубљује главу Стивену.